# Francisco Sanches
Francisco Sanches (Tui, batizado Braga, 1550 —  Toulouse, 16 de novembro de 1622) foi um filósofo, médico e matemático português.

## Biografia

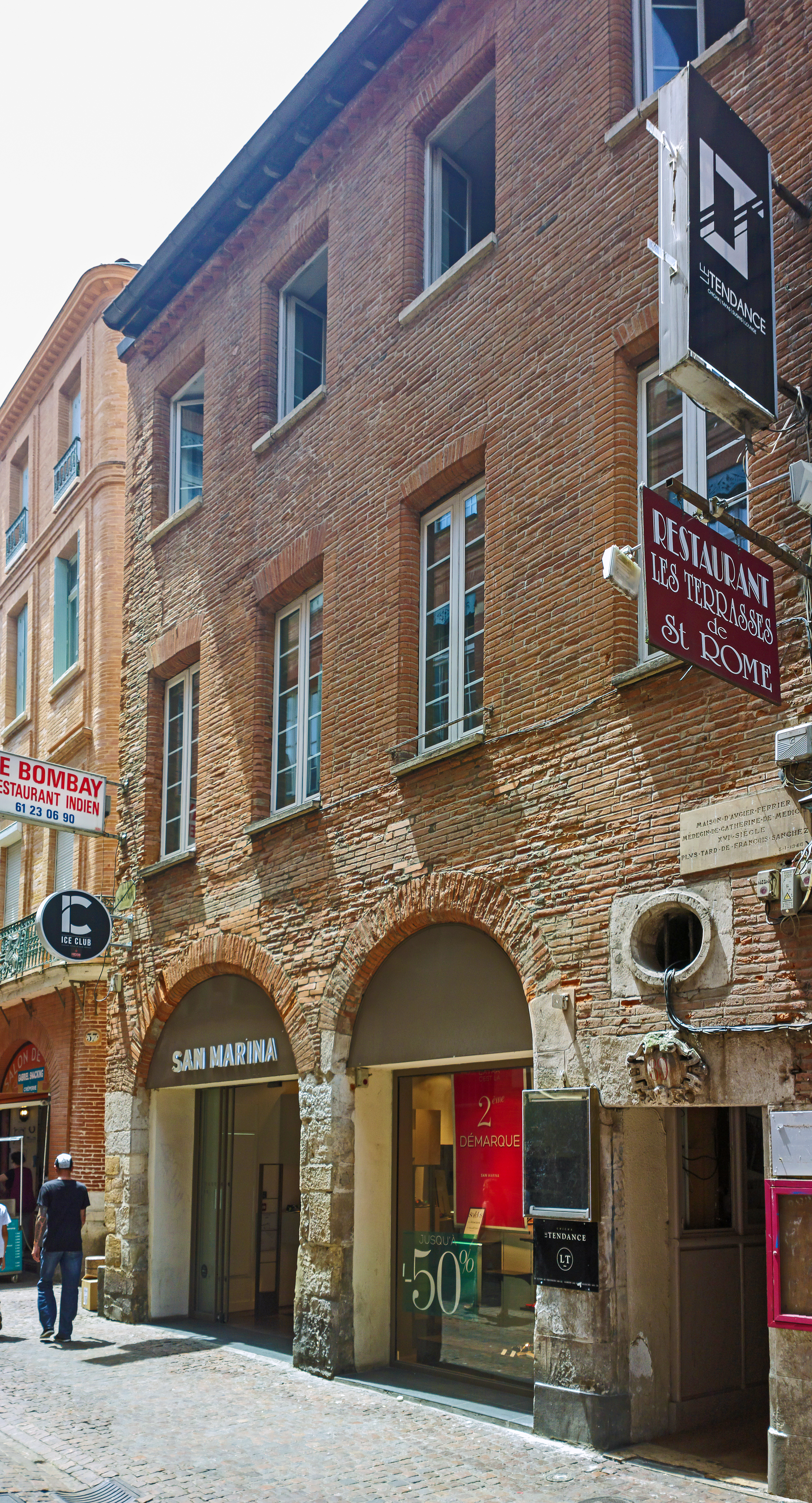
Sua casa em Toulouse

Nasceu no território pertencente à diocese de Braga. Filho de pais judeus - o físico António Sanches e de Filipa de Sousa - em 25 de Julho de 1551, com menos um ano de idade, foi convertido a cristão-novo através do batismo na Igreja de São João do Souto da mesma cidade.
Em Braga, frequentou os seus primeiros estudos no Colégio Jesuíta de São Paulo, onde terá tomado contacto com as primeiras fontes de conhecimento do homem e do mundo. 
Não é despiciente pensar no papel fundamental do pai, médico prestigiado, como tutor e conselheiro nos primeiros anos de estudo do filho.
Com 12 anos saiu de Portugal e foi para Bordéus, onde se matriculou e frequentou o famoso colégio de Guiana, que era um foco intenso de renovação intelectual, em que influíam o Renascimento italiano e o reformismo religioso.
Em 1569 saiu de Bordéus para a Itália. Seguiu ali estudos de medicina, aprendendo a investigar em cadáveres. Mais tarde, de novo em França, prosseguiu essa prática no hospital de Toulouse, onde foi director dos serviços médicos durante mais de trinta anos.
Em 1573 matriculou-se na Faculdade de Medicina da Universidade de Montpellier e, dois anos depois, fixou residência em Toulouse, onde permaneceu até ao fim da vida, ensinando medicina, tendo sido considerado nesta universidade um dos mestres mais ilustres. Como homenagem póstuma foi colocado o seu retrato num dos ângulos da sala dos Actos e lá permanece. Também Braga não o esqueceu, levantando-lhe uma estátua e dando o seu nome a uma escola.

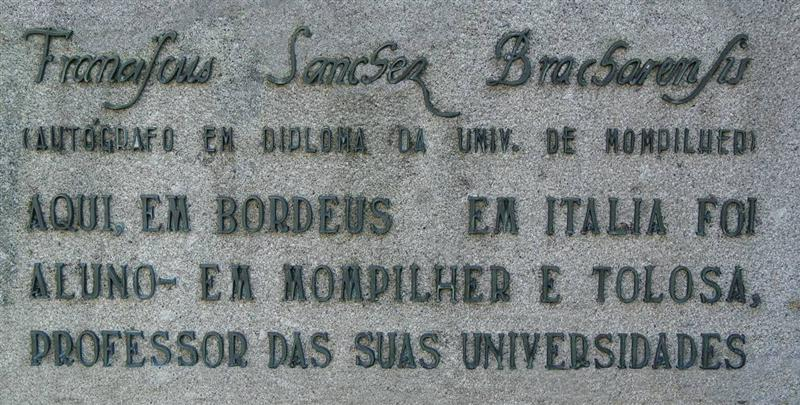
Autógrafo no Diploma da Universidade de Mompilher

Além de médico foi também um eminente filósofo: contestou a filosofia de Aristóteles e o pretenso saber da escolástica, mostrando o falível do testemunho dos sentidos, denunciando a ineficácia dos métodos tradicionais e tentou definir o seu próprio ideal de conhecimento.
Francisco Sanches, foi considerado um filósofo céptico, explorou a situação epistemológica do homem e tentou mostrar que as reivindicações do conhecimento do homem em todas as áreas do conhecimento levantavam muitas dúvidas. O seu pensamento é frequentemente apresentado como precursor da crítica gnoseológica cartesiana e do experimentalismo de Bacon. 
A sua obra principal saiu na I edição (Lyon, 1581), com o título "Quod nihil scitur" (Que nada se sabe), mas a II edição (Frankfurt, 1618), trouxe o título mais condicente com o seu pensamento: "De multum nobili et prima universali scientia quod nihil scitur".
Além deste e de muitos outros trabalhos filosóficos, que constituem a magnífica "Opera médica".
Tem duas ruas com o seu nome, uma em Lisboa e outra em Braga, um largo com o seu nome no Laranjeiro - Almada, e uma Escola Secundária batizada com o seu nome em Braga.
Foi impressa uma nota de 500$00 Chapa 11 de Portugal com a sua imagem.
Ascendente de António Nunes Ribeiro Sanches e de António José Seguro.

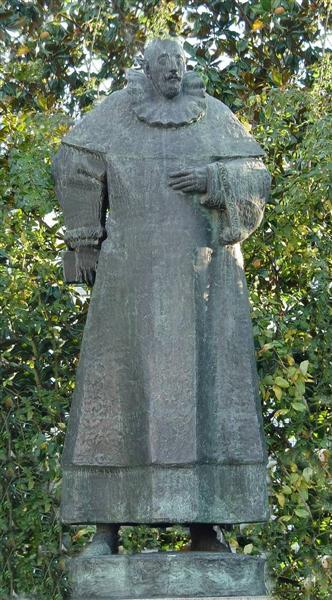
Estátua de Francisco Sanches, em Braga, Salvador Barata Feyo.

## Obra
- Carmen de Cometa. 1577.
- Quod nihil scitur. 1581.
- De divinatione per somnum, ad Aristotelem. 1585.
- Opera Medica. 1636, mit folgenden Teilen:
  - De Longitudine et Brevitate vitae, liber.
  - In lib. Aristotelis Physiognomicon, Commentarius.

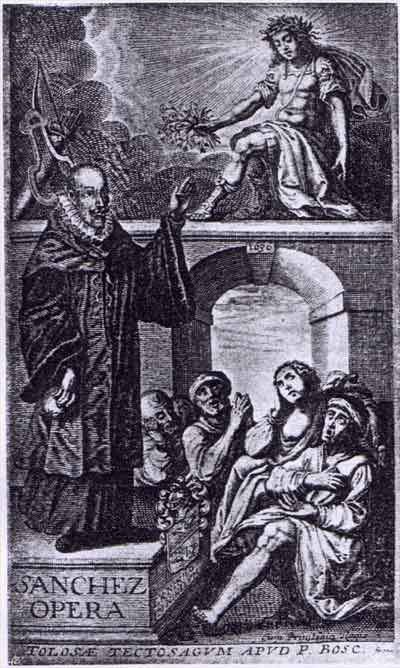
O frontispício de Opera medica por Francisco Sanches

  - De Divinatione per Somnum.
  - Quod Nihil Scitur, liber.
- Tractatus Philosophici. 1649.